# سونغدو
سونغدو هي مدينة ذكية تم بنائها على أراضي مستصلحة تبعد حوالي 30 كم جنوب غرب سول.
في عام 2018 تجاوز عدد السكان 50 ألف نسمة.